# Julian Strawther
Artikeln följer den spanska namnseden; faderns efternamn är Strawther och moderns efternamn Cordero.

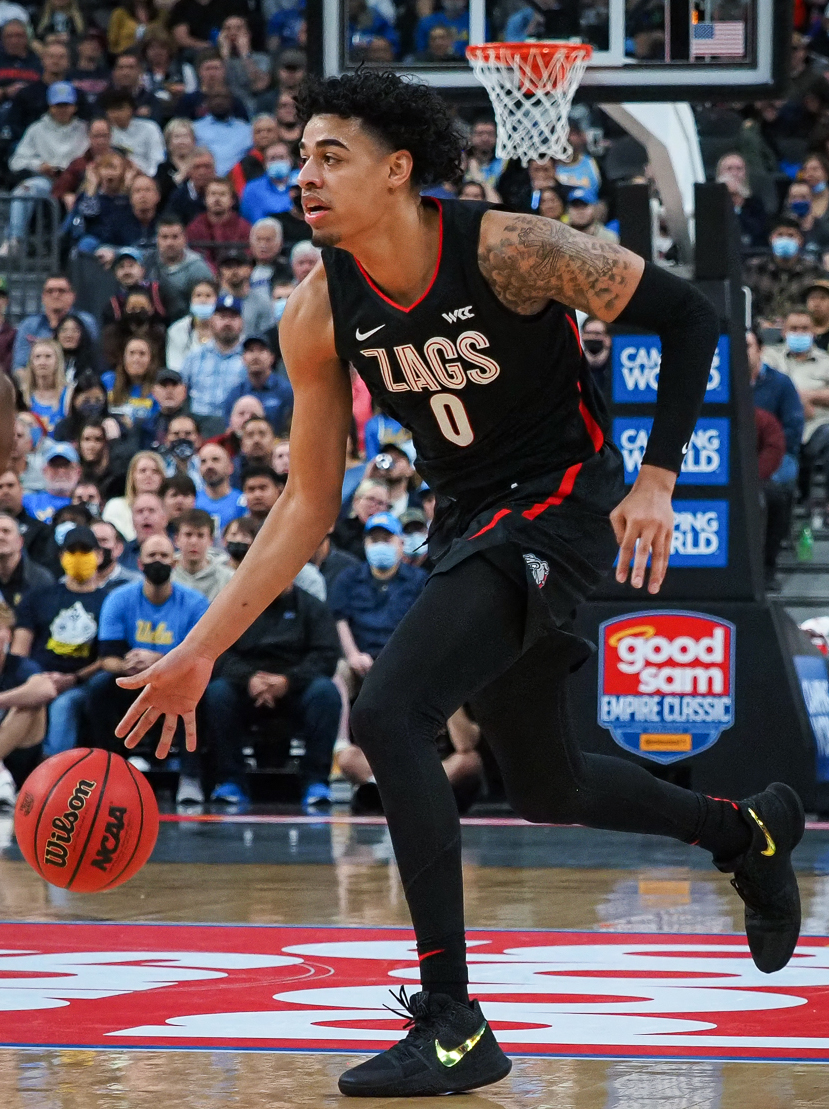
Julian Strawther, 2021.

Julian Lee Strawther-Cordero, född 18 april 2002 i Las Vegas, Nevada i USA, är en puertoricansk-amerikansk professionell basketspelare (SF/SG) som spelar för Denver Nuggets i National Basketball Association (NBA).
Han draftades av Indiana Pacers i första rundan i 2023 års draft som 29:e spelare totalt.
Innan Strawther blev proffs studerade han vid Gonzaga University och spelade för deras idrottsförening Gonzaga Bulldogs.